# Torbernit

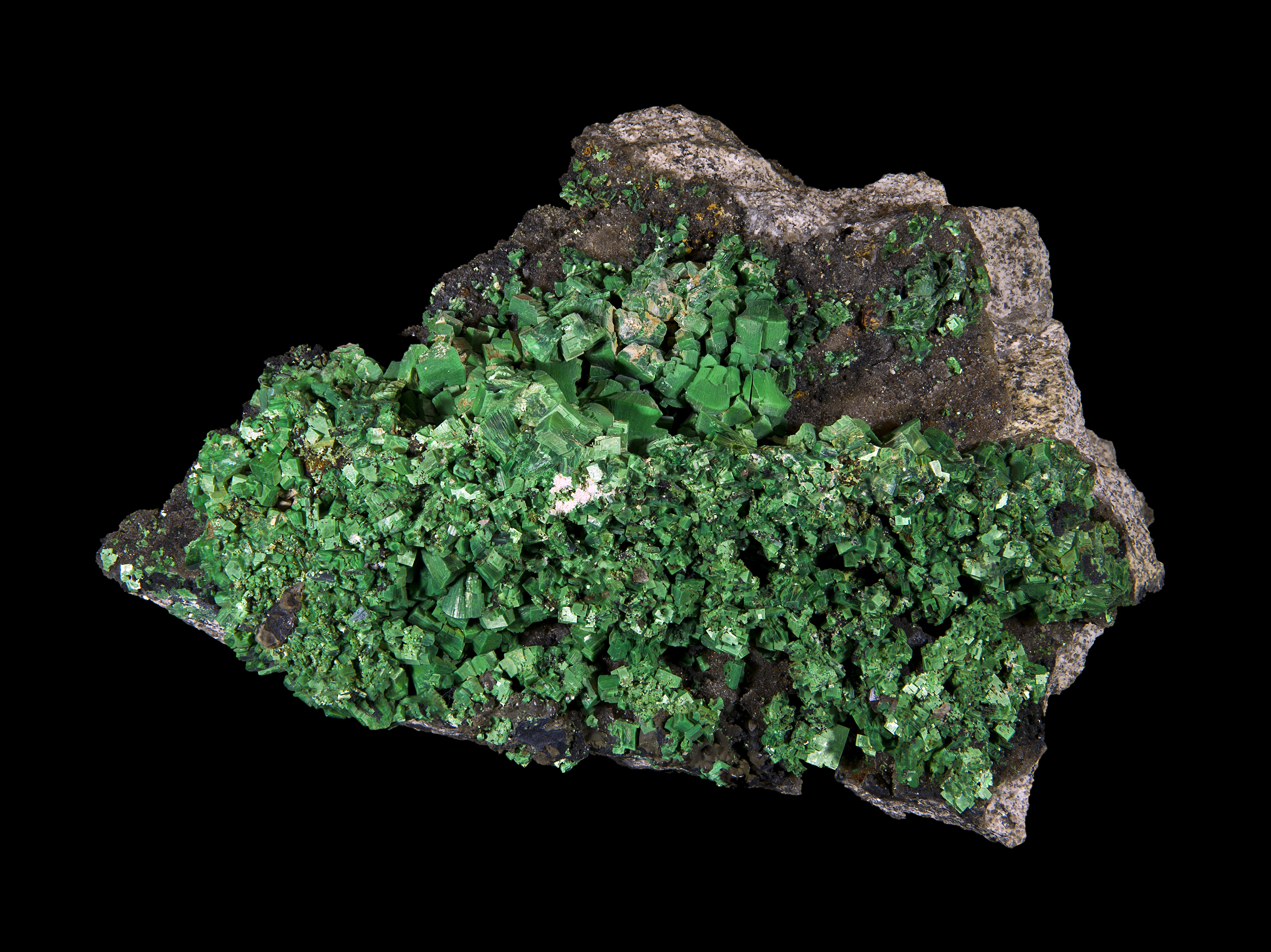
Torbernit kristálycsoport

A torbernit  (rézuranit) hidratált réz-urán-foszfát. Réztartalmú, magas urántartalmú az uráncsillámok ásványegyüttesébe tartozó tetragonális kristályrendszerben megjelenő ásvány. Vékony táblás, lemezes kristályainak keresztmetszete négyzetes, gyakoriak az összenőtt kristálycsoportok, az összenövés autunit kristályokkal is előfordul. Apró kristályosan földes halmazokban is megtalálható. A vízmolekulák lazán kötődnek, így víztartalma változó. Fontos urán ércásvány. Alacsony víztartalmú változata a metatorbernit.

## Kémiai és fizikai tulajdonságai
- Képlete:  Cu(UO2)2(PO4)2×(8~12)H2O.
- Szimmetriája: a tetragonális kristályrendszerben, test- és lapszimmetriát mutatnak kristályai.
- Sűrűsége: 3,2-3,6 g/cm³.
- Keménysége: 2,0-2,5 lágy ásvány  (a Mohs-féle keménységi skála szerint).
- Hasadása: a véglapok mentén kitűnően hasítható.
- Törése:  kagylós törésű.
- Színe:  fűzöld, almazöld. smaragdzöld.
- Fénye: üveg vagy gyöngyház fényű.
- Átlátszósága:    átlátszó vagy áttetsző.
- Pora:  világoszöld.
- Különleges tulajdonsága:   vizének egy részét már gyenge hevítésre is elveszti. Erős  radioaktivitást mutat.
- Elméleti tartalma:
- UO2 = 54,4%
- Cu: = 8,0%
- P2O5 = 14,3%
- H2O = 20,0%

## Felismerése és keletkezése
Au uppsalai egyetemen Tornbern Olaf Bergman svéd kémikus különítette el, akiről elnevezése származik. Másodlagosan keletkezik, gyakran az uraninit oxidációja révén halmozódik fel. Áthalmozodásokban törmelékesen is megtalálható.
Hasonló ásványok: az autunit, fluorit, uraninit és az uranocircit.

## Előfordulásai
Németországban Szászország területén Schenberg, Johanngeorgenstadt közelében a Fekete-erdőben valamint az Érchegységben. Csehországban Jachimov és Cinovec térségében. Szlovákia területén Novoveska Huta, Horni Slavkov és Csucsom (Cucma) közelében. Romániában Rézbánya (Baita) bányáiban. Megtalálható Franciaország és Portugália területén. Angliában Cornwall közelében. Olaszországban Szardínia szigetén. Az Amerikai Egyesült Államok Utah, Észak-Karolina, Connecticut és Colorado szövetségi államokban. Jelentős előfordulások vannak Zairében és a Kongói Köztársaságban Kasolo és Shinkolebwe közelében. Megtalálható Mexikó és Ausztrália területén is.
Kísérő ásványok: autunit, zeunerit és az uranocircit.

## Előfordulásai Magyarországon
Bakonya és Kővágószőlős területén az urántartalmú üledékekben mutatták ki. A Balaton-felvidéken Pécsely környékén a Megye-hegyi dolomitra települve található foszfáttartalmú kőzetben találtak zöldesszínű urántartalmú kristályokat.